# Muškařská šňůra
Muškařská šňůra dopravuje lehkou muškařskou nástrahu – umělou mušku do místa lovu. Je pouze jakýmsi dopravním prostředkem, na jehož konec se připevňuje nejčastěji návazec z rybářského vlasce, na který je pomocí rybářských uzlů přivázána muška. Její použití je určeno výhradně k muškaření s muškařským prutem a muškařským navijákem, pro jiné způsoby lovu ryb není vhodná, došlo by k jejímu poškození. Muškařská šňůra se skládá z několika částí, jejichž struktura a materiály významně ovlivňují její vlastnosti. Základním materiálem pro výrobu muškařských šňůr jsou PVC nebo polyurethan. Kdysi se muškařské šňůry vyráběly z přírodních materiálů(hedvábí) splétáním a jejich následnou impregnací vosky, někteří výrobci se k těmto šňůrám opět vracejí.

## Označování muškařské šňůry

### Části muškařské šňůry
Jádro muškařské šňůry
Jádro muškařské šňůry zajišťuje její lineární pevnost a je limitující pro celkovou nosnost. Je tvořeno z umělých vláken, nejčastěji z nylonu, nebo dakronu. Podle počtu vláken se dělí na monofilní (jednovláknové) nebo splétané.
Obal jádra
Podle hustoty materiálu, který se upravuje přimícháním látek (wolfram, skleněné kuličky) určuje plovací schopnosti muškařské šňůry - plovoucí, intermediální a potápivá.
Povrch
Obyčejné šňůry nemají žádný, kvalitnější mají povrch rozdílný od obalu, což prodlužuje jejich životnost a ovlivňuje tření při průchodu očky muškařského prutu a vodoodpudivost.

### Profily muškařských šňůr
DT - dvojitě ujímaná
z anglického double taper - těžiště šňůry je uprostřed, šňůra se stejnosměrně sužuje k oběma koncům. Tento typ je vhodný pro lov na krátkou vzdálenost a pro jemnou prezentaci umělých mušek. Lze používat oba konce.
WF - jednoduše ujímaná
z anglického weight forward - těžiště je výrazně posunuto k přední části, výsledkem je kyjovitý profil soustřeďující kinetickou energii a táhnoucí zbytek vyhazované šňůry. K lovu se používá přední kyjovitá část, druhá je vždy směrem k navijáku.
L - paralelní
z anglického linear - šňůra má ve všech místech stejný průměr, těžiště je rozloženo.
SH - střelná hlava
z anglického shooting head - jedná se o speciální typ profilem podobný typu WF s tím rozdílem, že kyjovitá část břicho šňůry (z angl. belly) je mnohem kratší a odpovídá šňůře o několik AFTMA vyšší, tenká zadní část running odpovídá typu L.

### Hmotnostní kategorie
| Hmotnostní kategorie /č./ | 1   | 2    | 3    | 4    | 5   | 6    | 7    | 8    | 9    | 10   | 11   | 12   |
| Hmotnost 9,14 m /g/       | 3,9 | 5,2  | 6,5  | 7,8  | 9,1 | 10,4 | 12   | 13,6 | 15,6 | 18,2 | 21,4 | 24,6 |
| Průměr šňůry /mm/         | 0,5 | 0,65 | 0,75 | 0,95 | 1,0 | 1.15 | 1,25 | 1,4  | 1,5  | 1,65 | 1,75 | 1,9  |

Aby byla šňůra dobře vyvážená s  muškařským prutem, má byt číslo hmotností kategorie AFTMA stejné. Pro chytání na menší vzdálenosti je však výhodné o jeden stupeň vyšší číslo hmotnostní kategorie šňůry než prutu.

### Vlastnosti chování ve vodě
S - potápějící se (Sinking Line)

SF- potápějící se (Sinking-floating Line)

I - neutrální – pomalu a mírně se potápí (Intermediate Line)/dt>